# Zosteraeschna ellioti
Zosteraeschna ellioti é uma espécie de libelinha da família Aeshnidae.
Pode ser encontrada nos seguintes países: Etiópia, Quénia, Malawi, Moçambique, África do Sul, Tanzânia, Uganda, Zimbabwe e possivelmente em Burundi.
Os seus habitats naturais são: regiões subtropicais ou tropicais húmidas de alta altitude, matagal tropical ou subtropical de alta altitude, rios, marismas de água doce, nascentes de água doce e águas húmidas alpinas.